# Kelly Adams
Kelly Adams (* 16. Oktober 1979 in Lincoln, Lincolnshire) ist eine britische Schauspielerin.

## Leben und Karriere
Kelly Adams wurde 1979 in Lincoln in der englischen Grafschaft Lincolnshire geboren. Von 1991 bis 1998 besuchte sie die North Kesteven School in North Hykeham und danach die Schauspielschule Mountview Academy of Theatre Arts im Londoner Stadtteil Wood Green.
Ihre erste Rolle hatte Adams 2002 als Tara Palmer-Tomkinson in einer Dokumentation über Prince William. Es folgte von 2004 bis 2006 die Rolle der Mickie Hendrie in 81 Episoden der britischen Krankenhausserie Holby City. 2006 war sie ebenfalls in einer Episode der Abenteuerserie Robin Hood zu sehen, sowie 2008 in Doctors als Amanda Prior. In Nicolas Winding Refns Filmbiografie Bronson spielte sie die Frau der Hauptperson Charles Bronson. 2009 war sie als Wendy in My Last Five Girlfriends und als Sarah in dem britischen Science-Fiction-Thriller Beacon77 zu sehen. Ebenfalls 2009 bekam sie die Hauptrolle der Emma Kennedy in der BBC-Serie Hustle – Unehrlich währt am längsten.
Adams ist seit Februar 2011 mit dem Modefotografen Chris Kennedy verheiratet.

## Filmografie (Auswahl)
- 2002: Prince William (Fernsehfilm)
- 2004–2006: Holby City (Fernsehserie, 81 Episoden)
- 2006: Robin Hood (Fernsehserie, eine Episode)
- 2008: Doctors (Fernsehserie, eine Episode)
- 2008: Bronson
- 2009: Der Boxer (The Boxer)
- 2009: My Last Five Girlfriends
- 2009: Beacon77
- 2009–2012: Hustle – Unehrlich währt am längsten (Hustle, Fernsehserie, 24 Episoden)
- 2013: Death in Paradise (Fernsehserie, eine Episode)
- 2013: Der junge Inspektor Morse (Endeavour, Fernsehserie, eine Episode)
- 2015: Doc Martin (Fernsehserie, eine Episode)
- 2015: Mr Selfridge (Fernsehserie, zehn Episoden)
- 2020: Agatha Raisin (Fernsehserie, eine Episode)